# Las Cabritas (Santa Cruz de Tenerife)
Las Cabritas es un barrio de la ciudad de Santa Cruz de Tenerife (Tenerife, Canarias, España), que se encuadra administrativamente dentro del distrito de Ofra-Costa Sur. Se encuentra junto al Hospital Universitario Nuestra Señora de Candelaria. 

## Demografía
| 2004 | 2005 | 2006 | 2007 | 2008 | 2009 | 2010 |
| ---- | ---- | ---- | ---- | ---- | ---- | ---- |
| 737  | 751  | 529  | 506  | 505  | 498  | 498  |

## Transportes
En guagua queda conectado mediante las siguientes líneas de Titsa: 
| Línea | Trayecto                                          | Recorrido | Frecuencia |
| ----- | ------------------------------------------------- | --------- | ---------- |
| 127   | Santa Cruz - Güímar (por Barranco Hondo)          | Recorrido | Varía      |
| 230   | Santa Cruz - La Laguna (por Las Chumberas)        | Recorrido | Varía      |
| 232   | Santa Cruz - La Gallega (por El Cardonal)         | Recorrido | Varía      |
| 234   | Santa Cruz - Santa María del Mar (circunvalación) | Recorrido | Varía      |
| 237   | Santa Cruz - Tincer - Los Andenes                 | Recorrido | Varía      |
| 238   | Santa Cruz - San Matías (por Chamberí)            | Recorrido | Varía      |